# ديك ماي
ديك ماي (بالإنجليزية: Dick May)‏ هو مهندس أمريكي، ولد في 7 نوفمبر 1930 في إثاكا في الولايات المتحدة، وتوفي في 9 يونيو 2009.

## وصلات خارجية
- ديك ماي على موقع Racing-Reference.info (الإنجليزية)